# Saint-Denis-sur-Loire
Saint-Denis-sur-Loire és un municipi francès, situat al departament del Loir i Cher i a la regió de Centre – Vall del Loira. L'any 2007 tenia 859 habitants.

## Demografia

### Població
El 2007 la població de fet de Saint-Denis-sur-Loire era de 859 persones. Hi havia 338 famílies, de les quals 44 eren unipersonals (12 homes vivint sols i 32 dones vivint soles), 143 parelles sense fills, 123 parelles amb fills i 28 famílies monoparentals amb fills.
La població ha evolucionat segons el següent gràfic:
Habitants censats

### Habitatges
El 2007 hi havia 373 habitatges, 337 eren l'habitatge principal de la família, 21 eren segones residències i 15 estaven desocupats. 363 eren cases i 9 eren apartaments. Dels 337 habitatges principals, 296 estaven ocupats pels seus propietaris, 38 estaven llogats i ocupats pels llogaters i 3 estaven cedits a títol gratuït; 2 tenien una cambra, 7 en tenien dues, 33 en tenien tres, 92 en tenien quatre i 203 en tenien cinc o més. 281 habitatges disposaven pel capbaix d'una plaça de pàrquing. A 110 habitatges hi havia un automòbil i a 207 n'hi havia dos o més.

### Piràmide de població
La piràmide de població per edats i sexe el 2009 era:
| Homes | Edats   | Dones |
| ----- | ------- | ----- |
| 0     | 95 o +  | 0     |
| 0     | 90 a 94 | 0     |
| 8     | 85 a 89 | 0     |
| 4     | 80 a 84 | 4     |
| 8     | 75 a 79 | 12    |
| 16    | 70 a 74 | 28    |
| 12    | 65 a 69 | 20    |
| 44    | 60 a 64 | 20    |
| 24    | 55 a 59 | 32    |
| 44    | 50 a 54 | 48    |
| 48    | 45 a 49 | 36    |
| 44    | 40 a 44 | 44    |
| 48    | 35 a 39 | 32    |
| 4     | 30 a 34 | 32    |
| 16    | 25 a 29 | 8     |
| 8     | 20 a 24 | 20    |
| 48    | 15 a 19 | 20    |
| 24    | 10 a 14 | 44    |
| 32    | 5 a 9   | 12    |
| 24    | 0 a 4   | 24    |

## Economia
El 2007 la població en edat de treballar era de 577 persones, 416 eren actives i 161 eren inactives. De les 416 persones actives 384 estaven ocupades (207 homes i 177 dones) i 32 estaven aturades (13 homes i 19 dones). De les 161 persones inactives 72 estaven jubilades, 53 estaven estudiant i 36 estaven classificades com a «altres inactius».

### Ingressos
El 2009 a Saint-Denis-sur-Loire hi havia 341 unitats fiscals que integraven 836,5 persones, la mediana anual d'ingressos fiscals per persona era de 23.626 €.

### Activitats econòmiques
Dels 32 establiments que hi havia el 2007, 2 eren d'empreses de fabricació d'altres productes industrials, 6 d'empreses de construcció, 10 d'empreses de comerç i reparació d'automòbils, 1 d'una empresa de transport, 3 d'empreses d'hostatgeria i restauració, 1 d'una empresa d'informació i comunicació, 2 d'empreses financeres, 1 d'una empresa immobiliària, 2 d'empreses de serveis, 1 d'una entitat de l'administració pública i 3 d'empreses classificades com a «altres activitats de serveis».
Dels 7 establiments de servei als particulars que hi havia el 2009, 2 eren tallers de reparació d'automòbils i de material agrícola, 1 fusteria, 1 lampisteria, 2 electricistes i 1 restaurant.
Dels 3 establiments comercials que hi havia el 2009, 1 era, 1 un hipermercat i 1 una botiga d'electrodomèstics.
L'any 2000 a Saint-Denis-sur-Loire hi havia 8 explotacions agrícoles.

## Equipaments sanitaris i escolars
El 2009 hi havia una escola elemental integrada dins d'un grup escolar amb les comunes properes formant una escola dispersa.

## Poblacions més properes
El següent diagrama mostra les poblacions més properes.